# Pošast
S pojmom pošast označujemo nečloveško, kruto bitje ali nekaj, kar pooseblja strah.
Pošasti so po navadi prikazane kot ostudna ali grozljiva bitja, k čimer pripomorejo grozljive fizične lastnosti kot so na primer: ostri zobje, telo pokrito z dlako, ostri in dolgi kremplji, rdeče oči, krila, hudičev rep, rogovi,... Lahko imajo tudi več parov nog, oči, glav, ust, jezikov ipd. 
Včasih so pošasti prikazane tudi z nekaterimi človeškimi lastnostmi (npr. grška sfinga, ki je bila napol ženska, napol lev).
Drugi primeri pošasti so na primer še: Minotaver, volkodlak, vampir, zmaj, pošast iz jezera Loch Ness,...